# Hadena ectypaa
Hadena ectypaa là một loài bướm đêm trong họ Noctuidae.